# لمسة من الرقي (فلم)
لمسة من الرقي (بالإنجليزية: A Touch of Class) هو فيلم رومانسي تم إنتاجه في إنجلترا وصدر في سنة 1973.

## بطولة
- غليندا جاكسون

### ترشيحات وجوائز
| السنة | الحدث | الفئة             | النتيجة  |
| ----- | ----- | ----------------- | -------- |
|       |       | أوسكار أحسن ممثلة | فـــــوز |

## الميزانية والإيرادات
حقق أرباحا تقدر بـ 16,800,000 دولار.

## وصلات خارجية
- مقالات تستعمل روابط فنية بلا صلة مع ويكي بيانات

1. ↑  "معلومات عن لمسة من الرقي (فيلم) على موقع kinopoisk.ru". kinopoisk.ru. مؤرشف من الأصل في 2015-06-27.
2. ↑  "معلومات عن لمسة من الرقي (فيلم) على موقع zweitausendeins.de". zweitausendeins.de. مؤرشف من الأصل في 2016-09-13.
3. ↑  "معلومات عن لمسة من الرقي (فيلم) على موقع allocine.fr". allocine.fr. مؤرشف من الأصل في 2012-08-02.